# Saint-Jean-de-Fos
Saint-Jean-de-Fos è un comune francese di 1 541 abitanti situato nel dipartimento dell'Hérault nella regione dell'Occitania.

## Società

### Evoluzione demografica
Abitanti censiti